# Resolutie 1521 Veiligheidsraad Verenigde Naties
Resolutie 1521 van de Veiligheidsraad van de Verenigde Naties werd unaniem door de VN-Veiligheidsraad aangenomen op 22 december 2003 en was de laatste resolutie van dat jaar. De resolutie beëindigde de
lopende sancties tegen Liberia en stelde nieuwe in.

## Achtergrond
Na de hoogtijdagen onder het decennialange bestuur van William Tubman, die in 1971 overleed, greep Samuel Doe de macht. Diens dictatoriale regime ontwrichtte de economie en er ontstonden rebellengroepen tegen zijn bewind, waaronder die van de latere president Charles Taylor. In 1989 leidde de situatie tot een burgeroorlog waarin de president vermoord werd. De oorlog bleef nog doorgaan tot 1996. Bij de verkiezingen in 1997 werd Charles Taylor verkozen en in 1999 ontstond opnieuw een burgeroorlog toen hem vijandige rebellengroepen delen van het land overnamen. Pas in 2003 kwam er een staakt-het-vuren en werden VN-troepen gestuurd. Taylor ging in ballingschap en de regering van zijn opvolger werd al snel vervangen door een overgangsregering. In 2005 volgden opnieuw verkiezingen, waarna Ellen Johnson-Sirleaf de nieuwe president werd.

## Inhoud

### Waarnemingen
De Veiligheidsraad had rapporten ontvangen van het VN-panel van experts dat de naleving van de eisen die met
resolutie 1343 aan Liberia waren gesteld onderzocht.
Het panel meldde dat deze nog steeds geschonden werd, en vooral door de verwerving van wapens.
Op 18 augustus waren de voormalige regering van Liberia en de rebellen tot een vredesakkoord gekomen.
Op 14 oktober was een overheidsregering aangetreden die samen met de buurlanden aan vrede in de regio
moest werken. De overgangsregering controleerde echter niet het hele land en er werd nog gevochten. Het
conflict werd verder aangewakkerd door de illegale diamanthandel in houtkap.

### Handelingen

#### A (oude wapenembargo en sancties)
Gezien de gewijzigde omstandigheden na het vertrek van ex-president Charles Taylor
en de vorming van de overgangsregering werden het embargo op wapens en militaire uitrusting naar Liberia,
ruwe diamanten en hout uit Liberia en het reisverbod tegen Liberiaanse functionarissen beëindigd.

#### B (nieuw wapenembargo en sancties)
Er werd beslist een nieuw embargo op wapens en militaire uitrusting op te leggen tegen eenieder in Liberia,
behalve het leger en de politie, de UNMIL-vredesmissie,
en met uitzondering van uitrusting die enkel voor humanitaire- of beschermende doeleinden bestemd was.
Verder moesten alle landen voorkomen dat personen die het vredesproces in Liberia in de weg stonden hun
grondgebied betraden. Wie die personen waren werd bepaald door het hierna opgerichte comité. Deze maatregel
kon worden herzien wanneer het staakt-het-vuren in Liberia voldoende werd gerespecteerd.
Voorts moesten alle landen ook de invoer van ruwe diamant uit Liberia verbieden. De overgangsregering werd
opgeroepen werk te maken van een certifiëringssysteem en in dat verband deelname aan het Kimberley-Proces.
Als dat gebeurd was, kon het verbod weer worden opgeheven.
Daarnaast moesten alle landen ook de invoer van Liberiaanse boomstammen en houtproducten verbieden. De
overgangsregering moest eerst de Liberiaanse houtkapgebieden onder haar controle brengen en zorgen dat de
inkomsten eruit niet naar het conflict gingen. Als dat gebeurd was, kon ook deze maatregel opgeheven worden.
Al deze maatregelen golden voor een periode van twaalf maanden en zouden vervolgens herzien worden. Er werd
eveneens een comité opgericht om toe te zien op de uitvoering van en uitzonderingen op de maatregelen.
De secretaris-generaal werd gevraagd om voor 5 maanden een
panel van 5 experts op te zetten om schendingen van de maatregelen te onderzoeken.

## Verwante resoluties
- Resolutie 1497 Veiligheidsraad Verenigde Naties
- Resolutie 1509 Veiligheidsraad Verenigde Naties
- Resolutie 1532 Veiligheidsraad Verenigde Naties (2004)
- Resolutie 1549 Veiligheidsraad Verenigde Naties (2004)

Lijst ·  1455 ·  1456 ·  1457 ·  1458 ·  1459 ·  1460 ·  1461 ·  1462 ·  1463 ·  1464 ·  1465 ·  1466 ·  1467 ·  1468 ·  1469 ·  1470 ·  1471 ·  1472 ·  1473 ·  1474 ·  1475 ·  1476 ·  1477 ·  1478 ·  1479 ·  1480 ·  1481 ·  1482 ·  1483 ·  1484 ·  1485 ·  1486 ·  1487 ·  1488 ·  1489 ·  1490 ·  1491 ·  1492 ·  1493 ·  1494 ·  1495 ·  1496 ·  1497 ·  1498 ·  1499 ·  1500 ·  1501 ·  1502 ·  1503 ·  1504 ·  1505 ·  1506 ·  1507 ·  1508 ·  1509 ·  1510 ·  1511 ·  1512 ·  1513 ·  1514 ·  1515 ·  1516 ·  1517 ·  1518 ·  1519 ·  1520 ·  1521